# Міусинський заказник
Міусинський — один з об'єктів природно-заповідного фонду Луганської області, ландшафтний заказник місцевого значення.

## Розташування

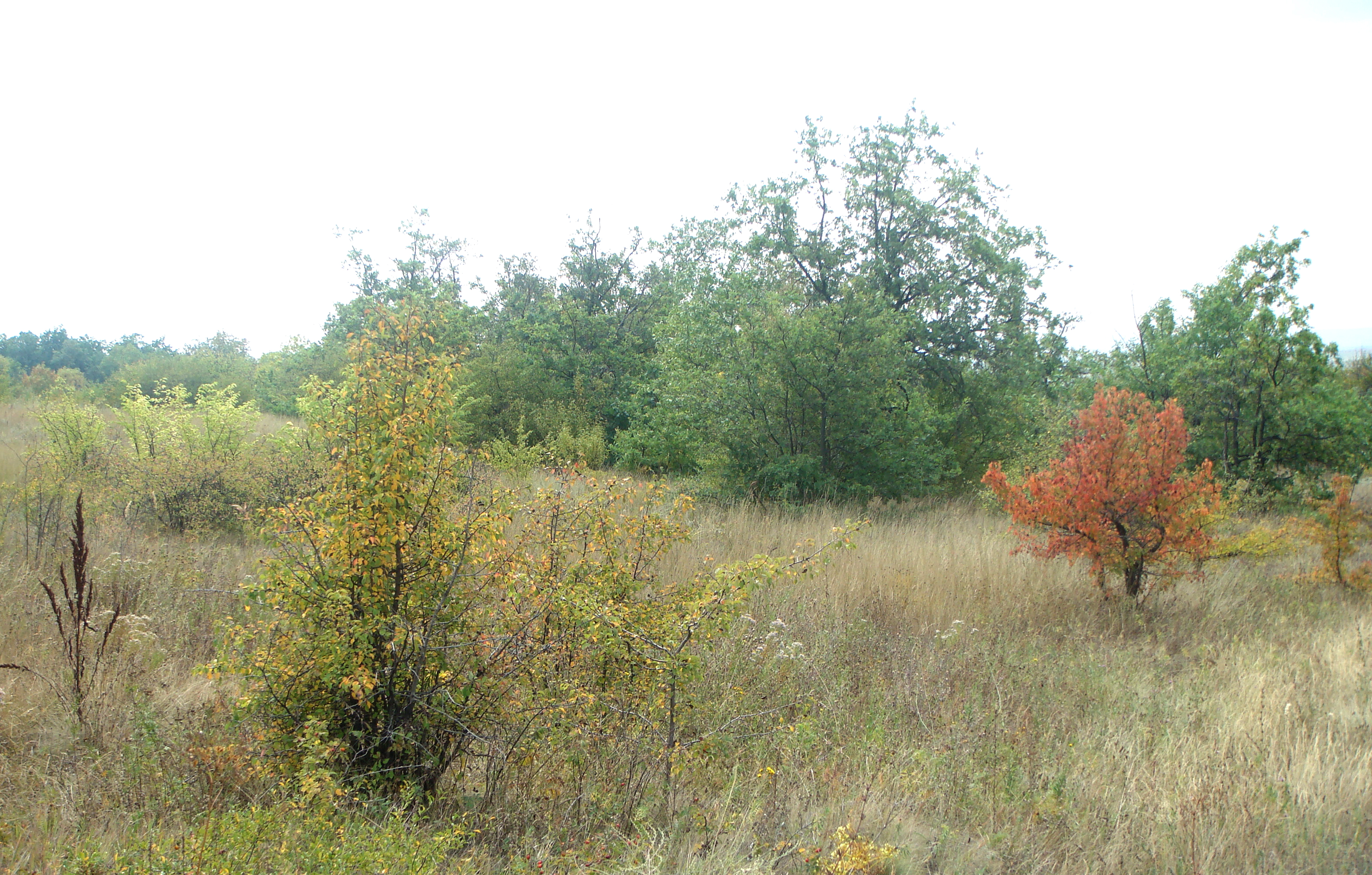
Міусинський заказник біля Фащівки: типовий краєвид місцевості

Заказник розташований на території Міусинської міської ради Луганської області.

## Історія
Ландшафтний заказник місцевого значення «Міусинський» оголошений рішенням Луганської обласної ради народних депутатів № 6/36 від 31 серпня 2011 року.

## Мета
Мета створення заказника — збереження типових для Луганщини природних ландшафтів, охорона рослинного та тваринного світу, підтримка загального екологічного балансу в регіоні.

## Загальна характеристика
Загальна площа ландшафтного заказника місцевого значення «Міусинський» становить 108,5 га.